# Orichiw
Orichiw (ukrainisch Оріхів; russisch Орехов/Orechow) ist eine Stadt in der Oblast Saporischschja in der südlichen Ukraine und war bis Juli 2020 das Verwaltungszentrum des gleichnamigen Rajons Orichiw. Seitdem gehört das Gebiet zum neuen Rajon Polohy. Die Stadt hat etwa 1500 Einwohner (2024).

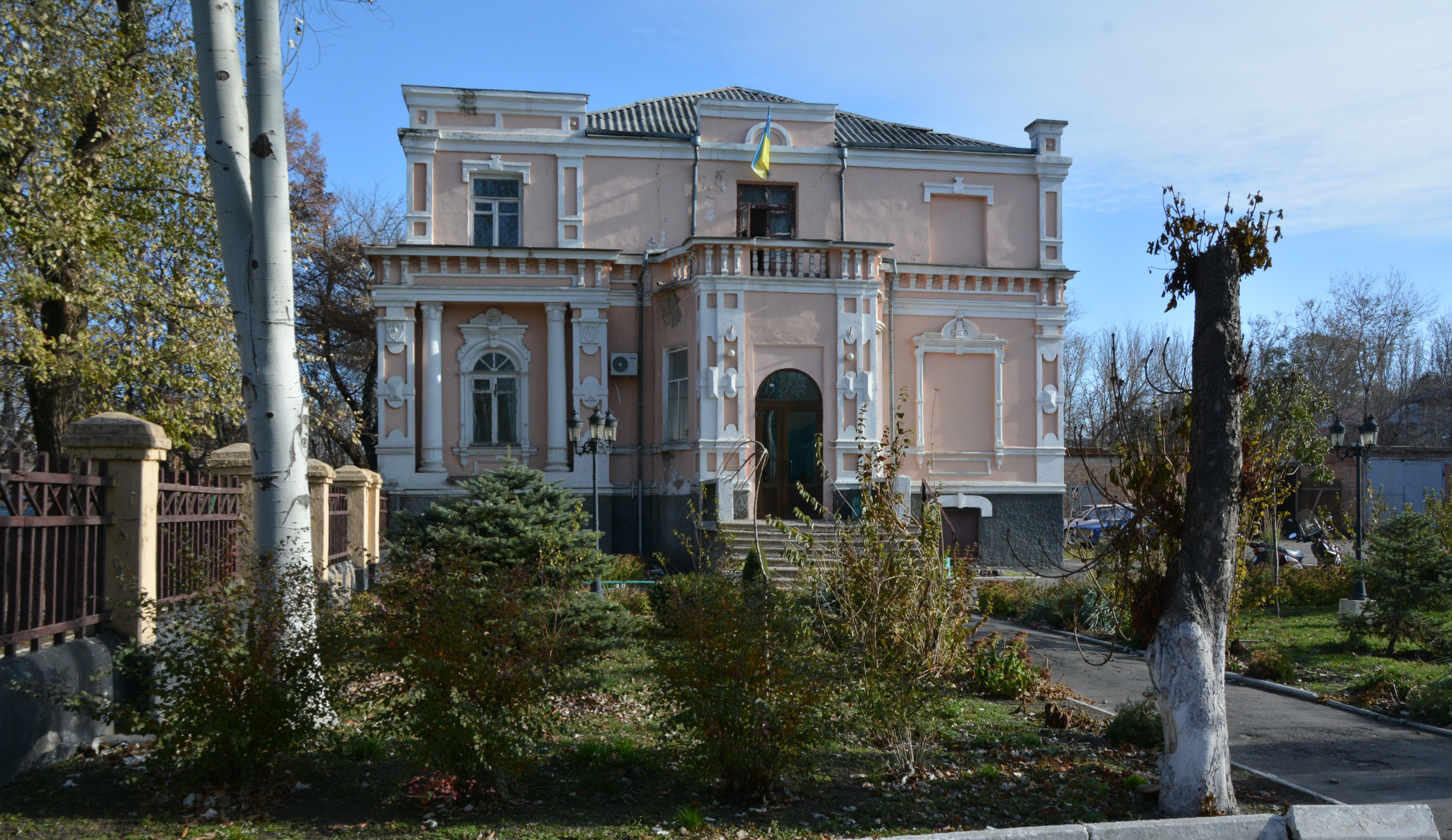
Gebäude des Stadtrates von Orichiw. Es wurde im Mai 2022, wenige Monate nach Beginn des russischen Überfalls durch russische Artillerie stark beschädigt bzw. teilweise zerstört.

## Lage
Die Stadt liegt am linken Ufer des Flusses Kinska, etwa 57 Kilometer südöstlich von Saporischschja. Zum Asowschen Meer bei Berdjansk im Südosten sind es etwa 100 km, nach Melitopol im Süden circa 70 km. Südlich des Ortes verläuft die Bahnstrecke Krywyj Rih–Komysch-Sorja mit einem Bahnhof im Ort.

## Geschichte
Der Ort wurde 1783 als eine Sloboda („Freie Stadt“)  für Militärangehörige und Erbauer der Dneprower Festungslinie gegründet. Bereits 1801 wurde sie zur Stadt erhoben, dieser Status wurde 1938 erneuert. Die Stadt war ein Zentrum der Mennoniten im Russischen Reich. Bis 1874 hatte die kleine mennonitische Gemeinde in Zusammenarbeit mit der ebenso kleinen lutherischen Gruppe eine Kirche und eine Schule gebaut. Anscheinend hielten Mennoniten und Lutheraner gemeinsame Gottesdienste in der Kirche ab, aber zu großen Festen gingen die Mennoniten eher in ihre Heimatkirchen, für viele war dies die Schenwise in der Kolonie Chortitza. Sie kehrten auch in ihre Heimatkirchen zurück, um den jungen Menschen die Möglichkeit zu geben, potenzielle Ehepartner kennenzulernen.
1874 wurde Johann Heinrich Janzen zum Bürgermeister von Orichiw gewählt. Trotz einiger Widerstände seitens der Geschäftswelt, weil Janzen Deutscher war, ermutigte ihn der Gouverneur der Provinz, sein Amt fortzusetzen, da Orichiw trotz eines massiven Schulbauprogramms eine der wenigen Städte mit einer positiven Bilanz war. Am Ende des 19. Jahrhunderts gab es bei einer Bevölkerung von 10.000 insgesamt etwa 200 Einwohner mit deutschen Migrationshintergrund, darunter etwa gleich viele Mennoniten und Lutheraner. Nur ein mennonitisches Anwesen, wurde als in der Nähe von Orichiw gelegen aufgeführt, während das Wintergruen-Anwesen 14 Werst (15 Kilometer) ostsüdöstlich der Stadt lag. Diese Güter existieren nicht mehr.
In den Jahren der Novemberrevolution (1918–1919) lag Orichiw im Zentrum des vom Anarchisten Nestor Machno kontrollierten Gebiets und musste daher wahrscheinlich unter den üblichen Folgen einer Besetzung durch seine Armee leiden. Während des Russischen Bürgerkriegs (1917–1922) wurde es mehrmals überrannt, da der Krieg zu häufigen Veränderungen in den Kämpfen zwischen Weißen und Roten führten. Orichiw war der Stützpunkt, von dem aus die Rote Armee nach Süden vordrang, um schließlich den „mennonitischen Selbstschutz“ zu besiegen – was der Roten Armee schließlich im zur Kolonie Molotschna zählenden Dorf Gnadenfeld gelang.
Orichiw erlangte 1938 den Status einer Stadt.
Im Zweiten Weltkrieg zog sich die Rote Armee am 4. Oktober 1941 vor dem Hintergrund der herannahenden Wehrmacht (Ostfeldzug) aus Orichiw zurück.
1972 war Orichiw die Hauptstadt der Region Orichiw im Oblast Saporischschja.
Die wichtigsten Industriezweige waren die Herstellung von Bekleidung, Maschinen und Baumaterialien. Es gab ein Metallurgiewerk und eine Zuckerraffinerie. Die Stadt verfügt(e) auch über ein Regionalmuseum. Von der mennonitischen Vergangenheit sind keine offensichtlichen Spuren mehr vorhanden.
Im Jahr 1990 betrug die Einwohnerzahl 21.200. Diese ging bis zum Jahr 2014, dem Beginn des Russland-Ukraine-Konflikts, auf etwa 15.000 Einwohner zurück.
Zu Beginn der Russischen Invasion in der Ukraine im Jahr 2022 wurden so viele Einwohner wie möglich aus Orichiw evakuiert. Laut dem Amt der Vereinten Nationen für die Koordinierung humanitärer Angelegenheiten (OCHA) war die Einwohnerzahl der Stadt bis Mitte August 2022 auf 6.000 geschrumpft. Bereits bis Ende April 2022 waren die russischen Streitkräfte bis auf fünf Kilometer an die Stadt herangerückt. Seitdem ist Orichiw Ziel russischer Artillerie. Laut OCHA war mit Stand Oktober 2023 kaum ein Gebäude in Orichiw mehr unversehrt. So war das örtliche Krankenhaus, eine Turnhalle und das Gebäude des Stadtrats beschossen worden. Die Ukrainischen Streitkräfte scheiterten im Sommer 2023 mit ihrer Gegenoffensive, die südlich bei Orichiw liegende Frontlinie bis mindestens nach Tokmak zu verschieben. Zur Abwehr der ukrainischen Offensive hatten die russischen Streitkräfte Feldbefestigungen, Minenfelder und anderweitige Panzersperren angelegt.

## Verwaltungsgliederung
Am 11. November 2016 wurde die Stadt zum Zentrum der neugegründeten Stadtgemeinde Orichiw (Оріхівська міська громада/Orichiwska miska hromada). Zu dieser zählen auch die 7 in der untenstehenden Tabelle aufgelisteten Dörfer, bis dahin bildete sie die gleichnamige Stadtratsgemeinde Orichiw (Оріхівська міська рада/Orichiwska miska rada) im Süden des Rajons Orichiw.
Am 17. Juli 2020 kam es im Zuge einer großen Rajonsreform zum Anschluss des Rajonsgebietes an den Rajon Polohy.
Folgende Orte sind neben dem Hauptort Orichiw Teil der Gemeinde:
| Name                     | Name          | Name                           |
| ukrainisch transkribiert | ukrainisch    | russisch                       |
| ------------------------ | ------------- | ------------------------------ |
| Kopani                   | Копані        | Копани                         |
| Myrne                    | Мирне         | Мирное (Mirnoje)               |
| Nesterjanka              | Нестерянка    | Нестерянка                     |
| Nowoandrijiwka           | Новоандріївка | Новоандреевка (Nowoandrejewka) |
| Nowodanyliwka            | Новоданилівка | Новоданиловка (Nowodanilowka)  |
| Nowopawliwka             | Новопавлівка  | Новопавловка (Nowopawlowka)    |
| Schtscherbaky            | Щербаки       | Щербаки (Schtscherbaki)        |

## Bevölkerungsentwicklung
| 1897  | 1926  | 1939  | 1959   | 1970   | 1979   | 1989   | 2001   | 2014   |
| ----- | ----- | ----- | ------ | ------ | ------ | ------ | ------ | ------ |
| 5.996 | 7.390 | 9.605 | 12.945 | 16.804 | 19.366 | 21.253 | 17.955 | 15.067 |

Quelle: